# Liste der Monuments historiques in Sommereux
Die Liste der Monuments historiques in Sommereux führt die Monuments historiques in der französischen Gemeinde Sommereux auf.

## Liste der Bauwerke
| Bezeichnung     | Beschreibung | Standort | Kennzeichnung | Schutzstatus | Datum | Bild           |
| --------------- | ------------ | -------- | ------------- | ------------ | ----- | -------------- |
| Kirche St-Aubin |              | (Lage)   | PA00114914    | Classé       | 1913  | weitere Bilder |

## Liste der Objekte
| Bezeichnung | Beschreibung           | Standort                      | Kennzeichnung | Schutzstatus | Datum | Bild |
| ----------- | ---------------------- | ----------------------------- | ------------- | ------------ | ----- | ---- |
| Taufbecken  | Stein, 13. Jahrhundert | in der Kirche St-Aubin (Lage) | PM60001583    | Classé       | 1913  |      |